# Gonzalo Quiroga
Gonzalo Quiroga (San Juan, 25 febbraio 1993) è un pallavolista argentino.
Gioca nel ruolo di schiacciatore nel Katowice.

## Carriera
La carriera di Gonzalo Quiroga, nipote di Raúl Quiroga e fratello di Rodrigo Quiroga, entrambi pallavolisti, inizia a sette anni, nella squadra della sua città, l'Obras Sanitarias; a partire dal 2008 entra a far parte delle nazionali giovanili argentine: con quella Under-19 vince la medaglia d'oro ai campionati continentali 2008 e 2010, in quest'ultima edizione premiato anche come MVP, mentre con quella Under-21 vince la medaglia d'oro al campionato sudamericano 2008, quella di bronzo al campionato mondiale 2009 e quella d'argento ai I Giochi olimpici giovanili.
Continua a giocare a pallavolo a livello universitario, trasferendosi negli Stati Uniti d'America per prendere parte alla NCAA Division I con la UC Los Angeles dal 2011 al 2014, venendo inserito due volte nell'All-America First Team anche senza mai centrare le finali NCAA; nel 2012, con la nazionale argentina vince la medaglia d'argento alla Coppa Panamericana, e poi quella di bronzo nello stesso torneo nel 2014, mentre con quella Under-23 la medaglia d'argento al campionato sudamericano.
Nella stagione 2014-15 firma il suo primo contratto professionistico e si trasferisce nella Superlega italiana, per giocare nel Padova, dove resta per due annate. Ritorna nell'Obras Sanitarias a partire dalla stagione 2016-17, nella Liga Argentina de Voleibol, mentre nella stagione seguente gioca in Polonia col Katowice, in Polska Liga Siatkówki.

## Palmarès

### Nazionale (competizioni minori)
- Campionato sudamericano Under-19 2008
- Campionato sudamericano Under-21 2008
- Campionato mondiale Under-21 2009
- Campionato sudamericano Under-19 2010
- Giochi olimpici giovanili 2010
- Coppa Panamericana 2012
- Coppa Panamericana 2014
- Campionato sudamericano Under-23 2014

### Premi individuali
- 2010 - Campionato sudamericano Under-19: Miglior ricevitore
- 2010 - Campionato sudamericano Under-19: MVP
- 2013 - All-America First Team
- 2014 - All-America First Team
- 2014 - Campionato sudamericano Under-23: Miglior schiacciatore